# Sacar Anim
Sacar Anim (Mineápolis, Minnesota, 19 de septiembre de 1997) es un jugador de baloncesto estadounidense que actualmente se encuentra sin equipo. Con 1,96 metros de estatura, juega en la posición de escolta.

## Trayectoria deportiva

### Universidad
Jugó durante cuatro temporadas con los Golden Eagles de la Universidad Marquette de Milwaukee, desde 2016 a 2020.

### Profesional
Tras no ser elegido en el Draft de la NBA de 2020, firmó por los Agua Caliente Clippers de la NBA G League, con los que disputó 11 partidos en los que promedió 3,27 puntos por encuentro.
El 7 de julio de 2021, firma por el Medi Bayreuth de la Basketball Bundesliga, la primera categoría del baloncesto alemán.
El 11 de julio de 2022 firmó por dos temporadas con el Pallacanestro Reggiana de la Lega Basket Serie A italiana.